# Delamarentulus pachychaetus
Delamarentulus pachychaetus är en urinsektsart som beskrevs av Sören Ludvig Paul Tuxen 1979. Delamarentulus pachychaetus ingår i släktet Delamarentulus och familjen lönntrevfotingar. Inga underarter finns listade i Catalogue of Life.